# Bojan Radev
Bojan Radev Aleksandrov (in bulgaro Боян Радев Александров?; Morshino, 25 febbraio 1942) è un ex lottatore bulgaro, specialista della lotta greco-romana. È stato il primo lottatore bulgaro a vincere due edizioni dei Giochi Olimpici (Tokyo 1964 e Città del Messico 1968). È anche un noto collezionista d'arte e promotore artistico.

## Carriera
Radev ha gareggiato perle squadre di lotta del Minyor Pernik, Orlin Pirdop, CSKA Sofia e Spartak Sofia. Ha vinto due medaglie d'oro alle Olimpiadi a Tokyo 1964 e a Città del Messico 1968, entrambe nei pesi mediomassimi, ed una medaglia d'oro e due medaglie d'argento ai Campionati mondiali, nella stessa categoria.
Ha vinto, inoltre, una medaglia d'argento ai Campionati europei del 1968, sempre nei pesi mediomassimi.
Radev si è ritirato dall'attività agonistica nel 1971 e, successivamente, ha lavorato per il Ministero degli Affari Interni della Bulgaria ed è diventato un collezionista e donatore d'arte,